# Межозёрная улица (Санкт-Петербург)
Межозёрная улица — улица в Выборгском районе Санкт-Петербурга. Проходит от Никольской до Елизаветинской улицы. Расположена в историческом районе Шувалово. Одна из двух улиц с таким названием в Санкт-Петербурге, другая расположена в Осиновой Роще.

## История
Изначально улица называлась Ивановской (название известно с 1889 года). Современное название присвоено 16 января 1964 года.

## Транспорт
Ближайшая к Межозёрной улице станция метро — «Озерки».

## Пересечения
- Никольская улица
- Елизаветинская улица

## Достопримечательности
- Дом № 4 — дача Гербель, кон. XIX в. ОКН № 781711208590005№ 781711208590005